# Die Bestimmung – Allegiant
Die Bestimmung – Allegiant (Originaltitel: The Divergent Series: Allegiant) ist ein US-amerikanischer Science-Fiction-Film aus dem Jahr 2016, der auf dem Buch Die Bestimmung – Letzte Entscheidung von Veronica Roth basiert. Es ist der dritte von vier ursprünglich geplanten Filmen und Nachfolger von Die Bestimmung – Divergent (2014) und Die Bestimmung – Insurgent (2015). Der Regisseur Robert Schwentke produzierte den Film in Zusammenarbeit mit den Filmgesellschaften Summit Entertainment, Red Wagon Entertainment und Mandeville Films. Der Kinostart in den Vereinigten Staaten war am 18. März 2016, während der Film in Deutschland bereits einen Tag zuvor anlief. Die Premiere des Films war am 8. März 2016 in Bangkok.

## Handlung
Nachdem die Bürger von Chicago die Wahrheit über das Fraktionssystem erfahren haben, lässt Evelyn das Tor zur Außenwelt sperren. Die Fraktionslosen führen Schauprozesse gegen Jeanines Gefolgsleute durch, die mit deren Hinrichtung enden. Johanna ist nicht einverstanden mit Evelyns Vorgehen und stellt sich mit ihren Amite gegen sie. Calebs Prozess ist für den nächsten Tag angesetzt. Four und Tris befreien Caleb aus seiner Zelle. Zusammen mit Christina, Peter und Tori brechen sie zum Zaun auf. Dabei werden sie von Edgar und einigen Gefolgsleuten verfolgt. Alle schaffen es über den Zaun bis auf Tori, die von Edgar erschossen wird.
In der Welt hinter dem Zaun gelangen sie in die Randwüste, die durch den Krieg radioaktiv verseucht ist. Die Flüchtigen werden weiterhin von Edgar verfolgt, doch aus der Öffnung einer Tarnbarriere erscheinen Bewaffnete unter Führung von Matthew, die sie in Empfang nehmen und in das „Amt für genetisches Sozialwesen“ bringen. In der hochmodernen, hinter der Tarnbarriere verborgenen Stadt werden sie dekontaminiert und erfahren, dass in der Vergangenheit Menschen genetisch manipuliert wurden, um Ernährungs- und soziale Probleme zu lösen, woraus ein Weltkrieg entstand, der die Menschheit beinahe auslöschte. Nun ist Chicago Teil eines Experiments, wodurch das „defekte“ Genom der Menschheit auf natürlichem Wege bereinigt werden soll. Dieses Experiment wird vom sogenannten „Amt“ streng überwacht. Tris wird zu David gebracht, dem Leiter des „Amts“. Er erklärt, Tris sei der erste Mensch, der genetisch wieder rein sei, und alle anderen Bewohner Chicagos seien defekt, auch Four. David will herausfinden, warum Tris rein ist, und will daraufhin den Rat in der benachbarten Stadt Providence darüber informieren, der alle Entscheidungen trifft. David ermöglicht Tris, die Erinnerungen ihrer Mutter zu sehen. Sie erfährt, dass ihre Mutter im „Amt“ aufgewachsen ist und sich freiwillig dem Experiment in Chicago angeschlossen hatte. Aufgrund dieser Information vertraut Tris David. Derweil werden Four und Christina Nita zugeteilt, die sie für Aufträge in der Randwüste vorbereitet, um dort Kinder zu retten. Caleb und Peter werden dem Überwachungsdienst zugeteilt, der die Ereignisse in Chicago beaufsichtigt.
In Chicago rüstet sich Evelyn gegen Johannas Gruppe, die sich mittlerweile „Die Getreuen“ nennt. Evelyn lässt Gefolgsleute von Johanna töten, worauf diese ihr den Krieg erklärt. Tris bittet David, den Bürgerkrieg in Chicago aufzuhalten, doch er gibt vor, nur mit der Genehmigung des Rates eingreifen zu können. Four und Christina brechen mit einigen Soldaten in eine Siedlung in der Randwüste auf, um Kinder zu retten. Beide stellen fest, dass dies keine Rettungsaktion ist. David lässt immer wieder Kinder aus Dörfern in der Randzone entführen und mit einer vorgetäuschten Impfung ihre Erinnerung löschen, um sie im „Amt“ aufwachsen zu lassen. Four berichtet Tris davon und versucht, sie zu überzeugen, nach Chicago zurückzukehren. Tris vertraut jedoch Davids guten Absichten und beschließt, mit ihm zum Rat nach Providence zu fliegen. David lässt Four von Matthew und einigen Soldaten vorgeblich nach Chicago fliegen, doch Matthew warnt ihn, dass er während des Flugs getötet werden soll. Four setzt die Soldaten außer Gefecht und bringt das Schiff in der Randzone zum Absturz. Er lässt Matthew mit einem versteckten Hinweis für Tris zurück und macht sich auf den Weg nach Chicago, wobei er die Tarnbarriere mit einer Codekarte von Matthew überwinden kann.
In Providence berichtet David dem Rat über Tris, worauf dieser Tris befragt. Dabei erfährt sie, dass David auch ohne Genehmigung des Rates in Chicago eingreifen könnte. Tris ist entsetzt über Davids Lüge. Zurück im „Amt“ schließt David einen Deal mit Peter ab. Dieser soll in Chicago Evelyn davon überzeugen, ein Serum einzusetzen, das die Erinnerung ihrer Gegner auslöscht und so den Frieden wiederherstellt. Als Gegenleistung stellt er Peter einen Karriereaufstieg in Aussicht. Inzwischen überbringt Matthew Tris die versteckte Nachricht von Four, die sie endgültig von Davids Verrat überzeugt. Von Caleb, der die Vorgänge in Chicago per Fernüberwachung detailliert verfolgt, erfährt sie, dass Four von Evelyn festgehalten wird und Peter ihr eine Probe des Serums ausgehändigt hat. Evelyn testet das Serum erfolgreich an Marcus. Sie hadert zunächst damit, es flächendeckend gegen die „Getreuen“ einzusetzen, doch Peter kann sie schließlich überzeugen. Tris begreift, dass David nicht nur die Erinnerung der „Getreuen“, sondern aller Menschen in Chicago auslöschen will, um die Fraktionen wieder einzuführen und das Experiment von vorne zu beginnen. Sie beschließt somit, nach Chicago aufzubrechen. Caleb und Christina schließen sich ihr an. Mit Nitas Hilfe stehlen sie Davids Schiff, das als einziges die Tarnbarriere durchfliegen kann. Nach einer Verfolgungsjagd mit Davids Soldaten können sie unbemerkt in Chicago landen, da das Schiff auch über eine Tarnvorrichtung verfügt. 
Evelyn beginnt derweil, das gasförmige Serum durch das Belüftungssystem in ganz Chicago freizusetzen. Während Caleb einen Weg sucht, dies zu stoppen, dringen Tris und Christina zu Fours Gefängniszelle vor und befreien ihn. Sie stoßen zum Raum vor, in dem Peter und Evelyn die Freisetzung des Serums kontrollieren, doch der ist versiegelt. Als Four seine Mutter überzeugt, den Vorgang zu stoppen, schießt Peter Evelyn nieder. Allerdings dringt das Gas auch in seinen Raum ein, so dass er auf Tris' Drängen panisch die Tür öffnet, doch auch sie kann die Freisetzung nicht aufhalten. Caleb findet heraus, dass ein bestimmtes Drosselventil zerstört werden muss, was Tris trotz Davids wütendem Protest schließlich gelingt. Der Gasstrom versiegt und das ausgetretene Gas verflüchtigt sich.
Schließlich hält Tris eine Ansprache an das Volk von Chicago und klärt die Bürger über die Wahrheit auf, die sich hinter dem Zaun befindet. Tris erklärt David den Widerstand Chicagos. Caleb präpariert Davids Schiff mit einer Bombenladung und programmiert es so, dass es die Tarnbarriere beim Durchfliegen zerstört. Als sich der Gruppe die nun freie Sicht auf das „Amt“ offenbart, werden sie von David per Fernüberwachung beobachtet.

## Produktion

### Produktionsvorbereitung
Im Dezember 2013 hat Lionsgate bekannt gegeben, dass der dritte Teil der Buch-Reihe Die Bestimmung – Letzte Entscheidung für März 2016 verfilmt werde. Knapp ein halbes Jahr später wurde bekannt, dass der Roman in zwei Filme gesplittet wird, wobei der Kinostart des ersten Teils für 2016 und der des zweiten für 2017 geplant wurde. Robert Schwentke übernimmt beim dritten und vierten Teil erneut die Regie. Noah Oppenheim wurde als Drehbuchautor engagiert. Am 10. September 2015 verkündete Lionsgate, dass die Filme einen neuen Filmtitel bekamen. Der erste Teil wurde im Original einfach nur auf The Divergent Series: Allegiant gekürzt, während der zweite Teil auf The Divergent Series: Ascendant umbenannt wurde.

### Casting
Die meisten Darsteller aus Die Bestimmung – Insurgent sind auch im dritten Teil zu sehen. Shailene Woodley, Theo James, Ansel Elgort, Octavia Spencer, Ray Stevenson, Zoë Kravitz, Miles Teller, Maggie Q, Naomi Watts und Keiynan Lonsdale nehmen ihre Rollen aus den vorherigen Filmen wieder auf. Eine der ersten neuen Rollen ging am 28. April 2015 an Jeff Daniels, der die Rolle des David, Leiter des Amtes außerhalb der Stadt, übernimmt. Kurze Zeit später wurde Bill Skarsgård für eine weitere neue Rolle besetzt. Die deutsche Schauspielerin Nadia Hilker wurde für die Rolle der Juanita „Nita“ gecastet.

### Dreharbeiten
Die Dreharbeiten begannen am 21. Mai 2015 in Atlanta, Georgia und endeten am 23. August 2015.

### Marketing
Ein erster Teaser-Trailer wurde am 15. September 2015 veröffentlicht, der Szenen aus den beiden Vorgängerfilmen beinhaltet. Der erste offizielle Trailer erschien am 12. November 2015 in den USA und vier Tage später in Deutschland. Einen Tag nach Veröffentlichung des Trailers wurden ein Film- sowie Charakterposter veröffentlicht.

## Fortsetzung
Der Kinostart für die Fortsetzung Die Bestimmung – Ascendant war in den USA ursprünglich für den 24. März 2017 vorgesehen, aber nach dem geringen Publikumserfolg des dritten Teils teilte die Produktionsfirma im Juli 2016 mit, dass Ascendant voraussichtlich nicht als Kino-, sondern als TV-Film veröffentlicht wird. Da jedoch Hauptdarstellerin Shailene Woodley ihren Vertrag nicht verlängerte, konnte eine Veröffentlichung zum geplanten Termin nicht eingehalten werden.
Der TV-Sender Starz, der zu Lionsgate gehört, arbeitete zwischenzeitlich an einer Fernsehserie basierend auf der Filmreihe. Das Drehbuch stammte von Adam Cozad, Regie sollte Lee Toland Krieger übernehmen. Beide waren bereits für den Film vorgesehen, zu dem es nicht kam. Im Dezember 2018 teilte der Sender mit, dass die Pläne für die Fernsehserie abgebrochen wurden. Als Gründe wurden das mangelnde Interesse seitens der Schauspieler und Senderverantwortlichen genannt. Somit endete die Filmreihe mit dem offenen Ende im dritten Teil.